# 三毛猫ホームズの花嫁人形
『三毛猫ホームズの花嫁人形』（みけねこホームズのはなよめにんぎょう）は、日本の小説家赤川次郎によって2001年に発表された三毛猫ホームズシリーズの長編推理小説である。

## あらすじ
浅井啓子は、翌々日にハワイでの挙式を控えた日に、路上で婚約者と電話中に刺殺された。そして、女優の草刈まどかは婚約会見直後に何者かに襲われた。二人の共通点は、ただ一つ。現場に、折り紙で折られた花嫁人形があったことだった。

## 主な登場人物
- 片山義太郎 - 警視庁捜査一課のダメ刑事
- 片山晴美 - 義太郎の妹
- 石津刑事 - 晴美に恋をする猫嫌いの刑事
- ホームズ - 三毛猫

## 書誌情報
- 『三毛猫ホームズの花嫁人形』（光文社カッパノベルス、2001年4月） ISBN 978-4-334-07423-4
- 『三毛猫ホームズの花嫁人形』（光文社光文社文庫、2004年4月） ISBN 978-4-334-73659-0
- 『三毛猫ホームズの花嫁人形』（角川書店角川文庫、2014年05月24日） ISBN 978-4-04-101626-8